# Corol·la

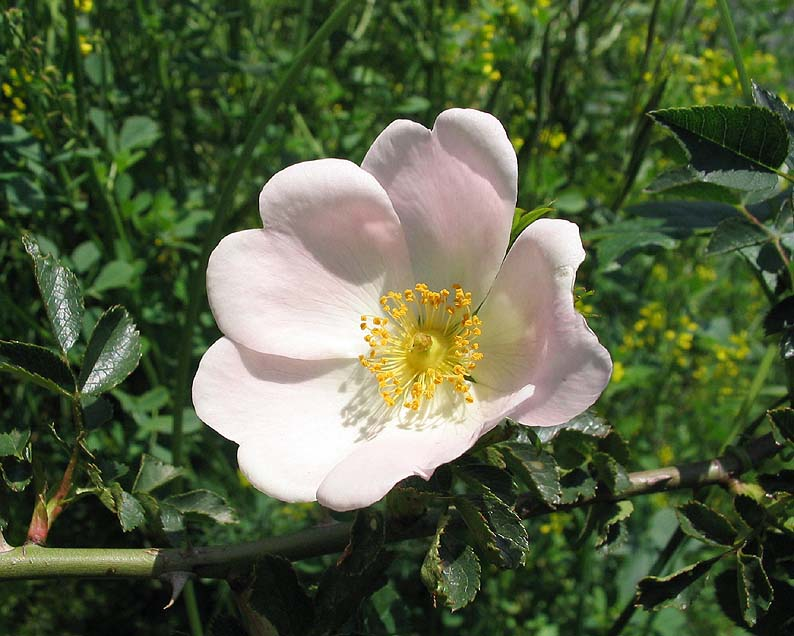
Corol·la de tipus rosàcia, actinomorfa i dialipètala, del roser silvestre (Rosa canina).

En botànica la corol·la és el conjunt de pètals d'una flor. La corol·la sol ser caduca i normalment es marceix aviat i rarament participa en la formació del fruit. La corol·la té generalment una funció atractiva i és la part més vistosa de la flor amb diferents colors com blanc, groc, vermell o blau, però rarament verd dins l'espectre visible o invisible (infraroig). Amb aquestes coloracions, derivades de pigments diversos, i les olors les plantes que es pol·linitzen per insectes o altres animals atrauen els pol·linitzadors. A algunes famílies, la corol·la forma un tub llarg i estret que resulta molt selectiu respecte als pol·linitzadors que en volen treure una recompensa. En altres casos, un o més pètals diferencien bosses o esperons que contenen nèctar.
En termes d'anatomia i terminologia floral la corol·la és la part del periant de la flor, és un verticil format pels pètals. Es troba envoltada exteriorment pel calze i al seu interior hi ha per la part fèrtil, constituïda, en el cas més complet, pels estams i els pistils.

## Tipus de corol·la

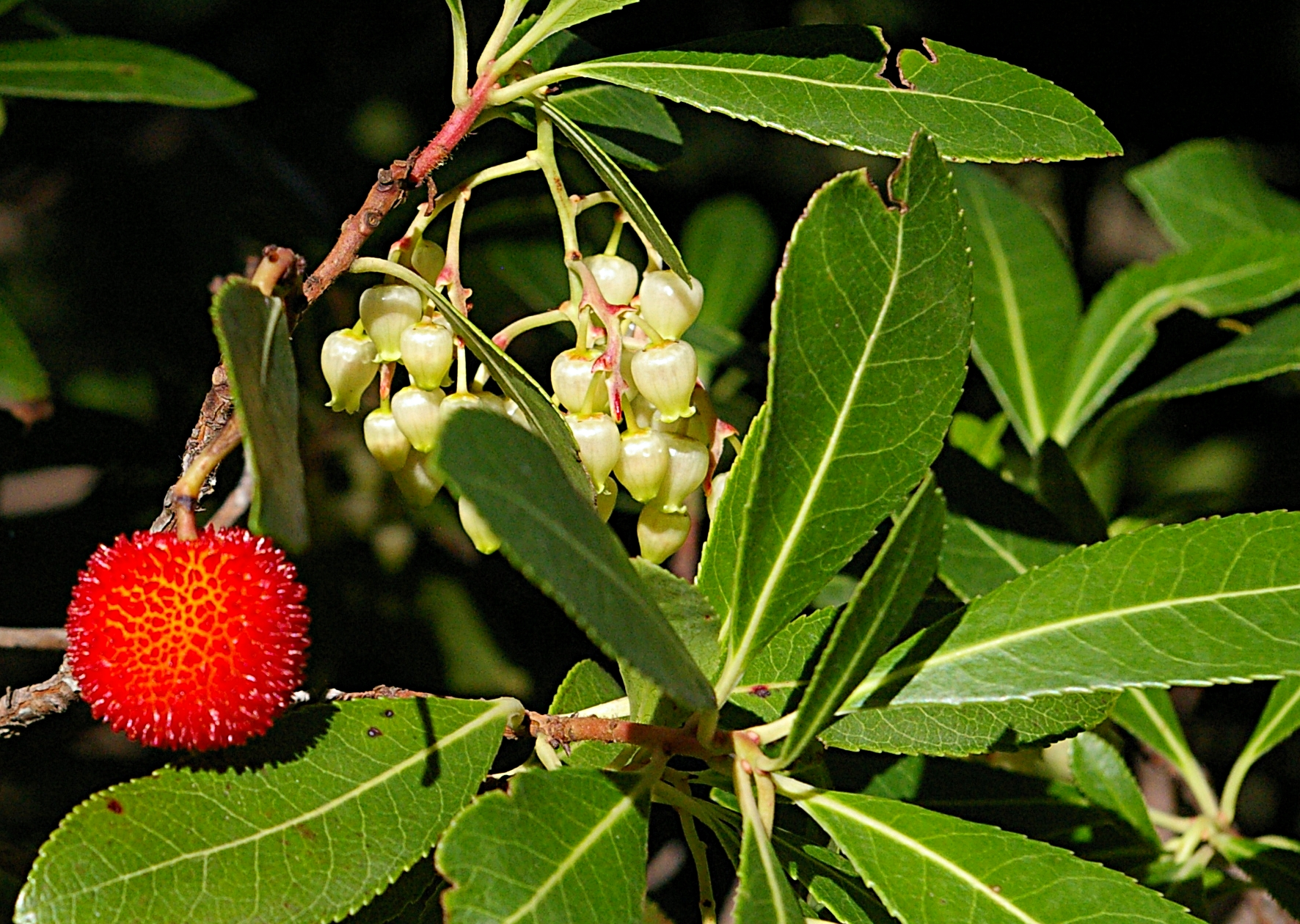
Corol·la urceolada de les flors de l'arbocer (Arbutus unedo)

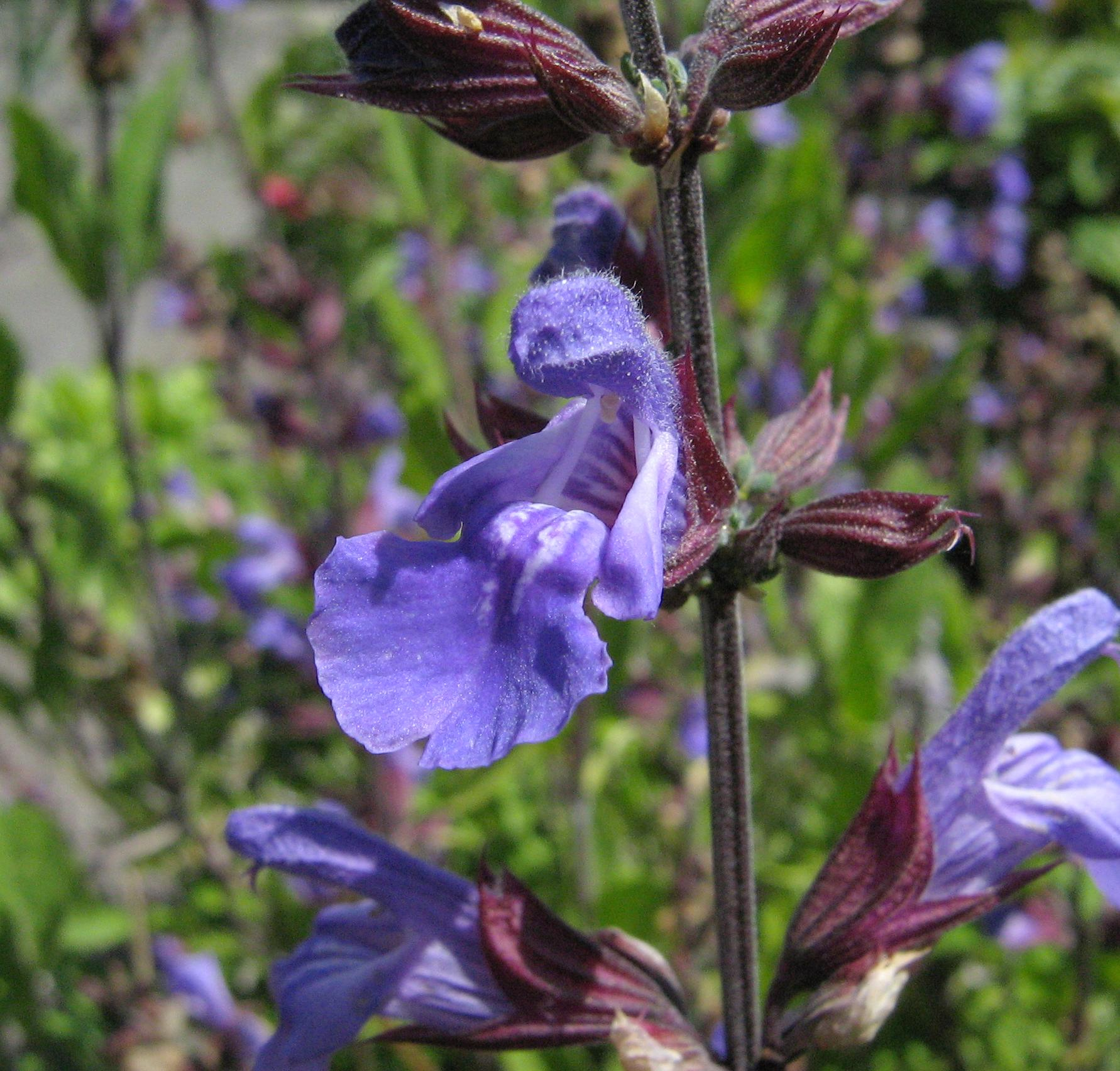
Corol·la labiada de la sàlvia.

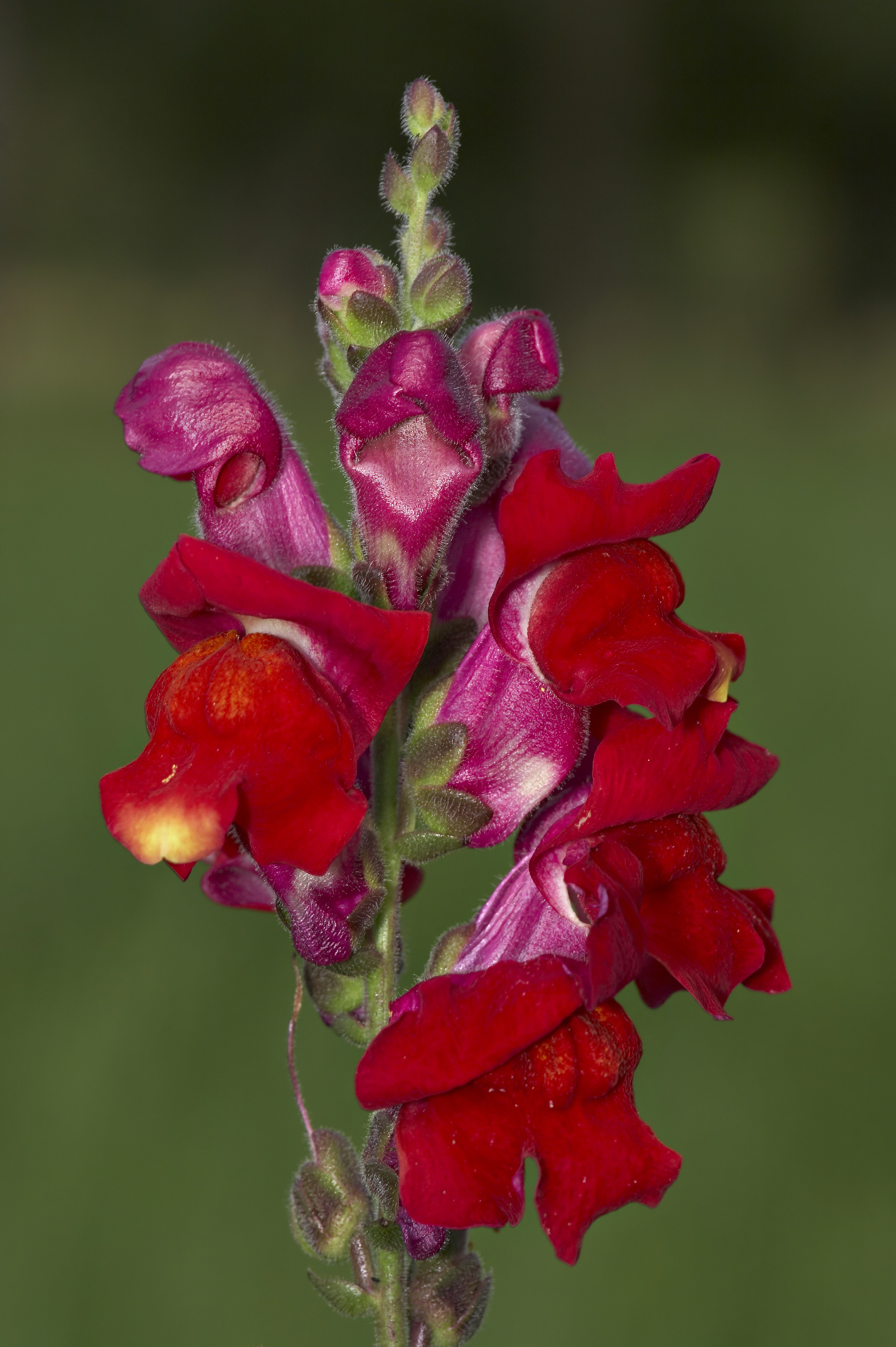
Corol·la gibosa dels conillets

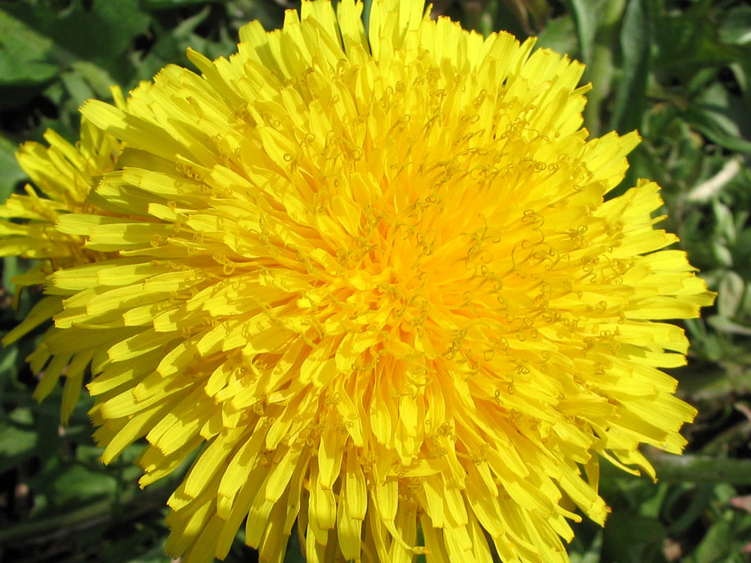
Inflorescència de dent de lleó formada per flors amb corol·la ligulada.

Les corol·les es poden classificar en funció de diferents característiques:
- Segons si els pètals creixen soldats entre ells, o de manera separada
  - Dialipètala o coripètala: si els pètals creixen separadament.
  - Gamopètala o simpètala: si els pètals creixen soldats entre ells, de vegades només per la base. En aquest tipus de corol·la cal distingir el tub, més o menys llarg i normalment cilíndric, de la part superior més eixamplada en tants lòbuls com pètals la formen i que s'anomena limbe. La zona en què el tub s'eixampla per a formar aquest limbé, rep el nom de gorja de la corol·la.
- Segons el nombre de pètals
  - Dímera: dos pètals
  - Trímera: tres pètals
  - Tetràmera: quatre pètals
  - Pentàmera: cinc pètals
- Segons la seva simetria
  - Actinomorfa o regular: si presenta dos o més eixos de simetria
  - Zigomorfa: si només presenta un únic pla de simetria.
  - Asimètrica: si no presenta cap mena de simetria.

Si es combinen les tres característiques anteriors tenim la següent tipologia:
- Corol·la actinomorfa i dialipètala
  - Cruciforme: Si presenta quatre pètals que prenen la forma d'una creu. Inclou la família de les brassicàcies (en el passat conegudes com a crucíferes), el rave o la col en serien dos exemples.
  - Diantoide: Si presenta cinc pètals amb forma d'ungla llarga. En seria un exemple l'herba sabonera (Saponaria officinalis), però també els clavells.
  - Rosàcia: si presenta cinc pètals en forma d'ungla curta, com en el cas de la rosa canina.
- Corol·la actinomorfa i gamopètala
  - Rotàcia: Si el tub és curt i els pètals estesos i amb un angle molt obert. En seria un exemple la tomaquera o la patatera.
  - Urceolada: Si els pètals es presenten totalment soldats i en forma d'olla, el tub és més ample a la part mitjana i amb un orifici superior més petit. Les flors del bruc o les de l'arboç en serien dos exemples d'aquest tipus de corol·la.
  - Infundibuliforme o embudada: Si els pètals són totalment soldats i el tub s'eixampla per dalt en forma d'embut, com en el cas de la flor de nit.
  - Campanulada: Amb els pètals totalment soldats i el tub eixamplat per dalt, però no tant com en el cas anterior, adoptant una forma de campana. En seria un exemple la campanula.
  - Hipocrateriforme: Si presenta un tub llarg i el limbe estes i amb un angle obert com en el cas de la primula veris.
  - Tubulosa: Si els pètals són totalment soldats i el tub és d'un diàmetre similar en tota la seva longitud, i presenta una obertura superior estreta, com en el cas de la planta del tabac (Nicotiana tabacum).
- Corol·la zigomorfa i dialipètala
  - Papilionàcia: Consta de cinc pètals, un de més gran que els altres anomenat estendard, dos de laterals iguals entre ells, les ales, i dos sota l'estendard lleugerament units entre si i iguals entre ells, que constitueixen la quilla o carena. La ginesta n'és un exemple.
- Corol·la zigomorfa i gamopètala
  - Labiada o bilabiada: Amb el tub relativament curt i obert per dalt formant dos llavis, formats cinc pètals, dos conformen el llavi superior i els tres restants l'inferior. En són exemples el romaní (Salvia rosmarinus) o la sàlvia (Salvia officinalis).
  - Unilabiada: Similar a l'anterior però amb un sol llavi com en el cas de la brutònica
  - Gibosa:Amb un pètal més gran que els altres en forma de gep o casc i amb el tub poc o gens obert com en el cas d'Antirrhinum majus (conillets).
  - Esperonada: Si és proveïda d'un esperó o prolongació digitiforme.
  - Ligulada: Un cas molt especial és el de la família Asteràcies que poden presentar inflorescències] en forma de capítols formats per flors amb un únic llavi (unilabiades) que reben el nom de lígules. És el cas de les inflorescències de dent de lleó (Taraxacum officinale) o de la xicòria (Cichorium intybus).